# Гудима Борис Миколайович
Борис Миколайович Гудима (29 грудня 1941) — український дипломат. Надзвичайний і Повноважний Посол України.

## Біографія
Народився 29 грудня 1941 року в селі Сосновка Яковлевського району Приморського краю (Росія). Закінчив Київський державний університет ім. Т.Шевченка (1969), факультет романо-германської філології; Київський державний університет ім. Т.Шевченка (1982), юридичний факультет; Курси удосконалення дипломатичних представників при Дипломатичній академії МЗС СРСР(1983).
Володіє іноземними мовами: англійською, російською та французькою.
З 1959 по 1960 — слюсар-ремонтник Спеціалізованого управління № 12 тресту «Будмеханізація» м. Києва.
З 1960 по 1963 — служба в збройних силах.
З 1963 по 1969 — студент Київського державного університету ім. Т.Шевченка.
З 1969 по 1971 — перекладач англійської мови групи радянських спеціалістів м. Дамаск Сирійської Арабської Республіки.
З 1971 по 1974 — викладач кафедри теорії і практики перекладу факультету романо-германської філології Київського державного університету ім. Т.Шевченка.
З 1974 — старший лаборант, референт-перекладач інституту держави і права АН України.
З 1974 по 1975 — аташе консульського відділу МЗС Української РСР.
З 1975 по 1980 — співробітник Міжнародної організаційної праці м. Женева.
З 1980 по 1982 — 2-й секретар Генсекретаріату МЗС Української РСР.
З 1982 по 1983 — слухач курсів удосконалення керівних дипломатичних працівників при Дипломатичній академії МЗС СРСР.
З 1983 по 1984 — 2-й секретар МЗС Української РСР.
З 1984 по 1989 — 2-й, 1-й секретар Постійного представництва Української РСР при ООН в Нью-Йорці.
З 1989 по 1993 — 1-й секретар, радник відділу міжнародних економічних організацій, радник, начальник відділу міжнародних організацій. Член делегації Української РСР на 46-у сесію Генеральної Асамблеї ООН.
З 12.1992 по 1994 — начальник Управління міжнародних організацій, член колегії МЗС України.
З 1994 по 1996 — заступник Постійного представника України при ООН в Нью-Йорці.
З 03.1996 по 01.1998 — заступник міністра МЗС України. Голова Міжвідомчої комісії з питань співробітництва України в рамках Центральноєвропейської ініціативи. Член Комісії для підготовки проектів двосторонніх угод України з Болгарією, Чехією та Федеративною Республікою Німеччини з питань Ямбурзьких угод. Член Консультативної ради незалежних експертів з комплексного вирішення проблем, пов'язаних з Чорнобильською АЕС Член Державної міжвідомчої комісії у справах увічнення пам'яті жертв війни та політичних репресій.
З 04.1996 по 11.1997 — Член Комісії при Президентові України з питань громадянства.
З 12.1997 по 07.2000 — член Комісії з питань ядерної політики і екологічної безпеки при Президентові України.
З 10.12.1997 по 21.03.2000 — Представник України при ЄС.
З 21.03.2000 по 19.04.2004 — Надзвичайний і Повноважний Посол України в Італійській Республіці. Підписав від імені України Конвенцію про міжнародні права на мобільне обладнання та Протокол до Конвенції про міжнародні права на мобільне обладнання з питань, що стосуються авіаційного обладнання, прийнятих 16 листопада 2001 року у м. Кейптаун.
З 21.03.2000 по 19.04.2004 — Надзвичайний і Повноважний Посол України в Республіці Мальта за сумісництвом. Підписав Угоду між Кабінетом Міністрів України та Урядом Республіки Мальта про співробітництво у боротьбі з незаконним обігом наркотичних засобів, психотропних речовин і прекурсорів та організованою злочинністю. 
З 21.03.2000 по 19.04.2004 — Надзвичайний і Повноважний Посол України в Республіці Сан-Марино за сумісництвом.
З 19.01.2004 по 04.2004 — Постійний представник України при Продовольчій та сільськогосподарській організації (ФАО) ООН за сумісництвом.
З 26.08.2004 по 09.06.2006 — Надзвичайний та Повноважний Посол у Королівстві Марокко.
З 26.08.2004 по 26.12.2006 — Надзвичайний та Повноважний Посол у Мавританії за сумісництвом.

## Дипломатичний ранг
- Надзвичайний і Повноважний Посол України.

## Нагороди та відзнаки
- Орден «За заслуги» III ст. (1999)[19]